# Ranunculus morii
Ranunculus morii (Yamam.) Ohwi – gatunek rośliny z rodziny jaskrowatych (Ranunculaceae Juss.). Występuje endemicznie na Tajwanie. 

## Morfologia
PokrójBylina o lekko owłosionych pędach. Dorasta do 5–20 cm wysokości.
LiścieMają kształt od owalnego do pięciokątnego. Mierzą 2,5–4,5 cm długości oraz 3,5–5 cm szerokości. Są lekko skórzaste. Ogonek liściowy jest lekko owłosiony i ma 3,5–9 cm długości.
KwiatySą pojedyncze. Pojawiają się w kątach lub na szczytach pędów. Mają żółtą barwę. Dorastają do 20–25 mm średnicy. Mają 5 eliptycznie owalnych działek kielicha, które dorastają do 5–7 mm długości. Mają od 5 do 8 owalnych płatków o długości 9–12 mm.
OwoceNagie niełupki o odwrotnie jajowatym kształcie i długości 2–4 mm. Tworzą owoc zbiorowy – wieloniełupkę o kulistym kształcie i dorastającą do 10 mm długości.

## Biologia i ekologia
Kwitnie od kwietnia do czerwca, natomiast owoce pojawiają się od maja do lipca. 